# Georg Balthasar von Neumayer
Georg Balthasar von Neumayer ( 1826 - 1909 ) fue un geofísico, investigador polar, botánico, y briólogo alemán. Desarrolló una parte importante de sus trabajos geográficos explorando el interior de Australia.

## Semblanza
Neumayer era el quinto hijo del notario Georg Neumayer y de su esposa Teresa Kirchner. En 1832 la familia se trasladó a Frankenthal, donde asistió a la escuela primaria, y a las escuelas secundarias en Espira y Kaiserslautern. Luego estudió hasta 1851 geofísica e hidrografía en la Universidad Ludwig-Maximilians de Múnich. Desde 1849, fue asistente en el Instituto de Física y en el observatorio en Bogenhausen.
En 1848, compitió para ingresar a la flota alemana, pero fue rechazado. En su lugar, viajó a Hamburgo y asistió a su escuela de navegación, donde obtuvo el examen de timonel. Entre 1852 a 1856, viajó como marinero en el barco Reiherstieg hacia Australia, donde operó en las minas de oro como maestro entre los emigrantes alemanes. En 1855, William John Wills (1834-1861) inicia sus estudios de topografía, mudándose a Melbourne para trabajar a las órdenes de Georg Balthasar von Neumayer en lo que sería el Observatorio Flagstaff. En 1857 visitó Australia por segunda vez, esa vez como parte de una expedición científica a Australia del Sur, fundando con el apoyo financiero del rey Maximiliano II de Baviera el "Observatorio Flagstaff de Geofísica, Magnetismo y Ciencias Náuticas", en Melbourne, que dirigió hasta 1864.
Tomó parte en muchas expediciones y estudios en el interior del continente. También ascendió al monte Kosciuszko. En 1864 regresó a Alemania. Como geógrafo, en 1865 en Frankfurt, diseñó los objetivos de crear un centro de coordinación de Hidrografía y Meteorología Marítima, y una expedición al Polo Sur. Políticamente estuvo involucrado en la asociación para la protección de los intereses alemanes en la orilla izquierda del Rin; presentándose sin éxito a un escaño en la Cámara de Aduanas. En 1868 fue elegido miembro en la "Junta directiva de la Asociación de historia natural de Pollichia. Después del Imperio, se trasladó a Berlín y trabajó en el Servicio Hidrográfico del Almirantazgo. En esa posición organizó, entre otras cosas la circunnavegación del Gazelle. Fundó el Observatorio Naval alemán en Hamburgo, y fue su director desde 1876 hasta 1903, introduciendo la Meteorología Sinóptica. Roald Amundsen se vinculó en ese momento con Neumayer, en Hamburgo, y aprendió a ejecutar mediciones geomagnéticas. Se centró sobre todo en el Polo Sur.
En 1903 se retiró y se mudó a Neustadt.

## Algunas publicaciones
- Georg Balthasar von Neumayer, Hugo von Hasenkamp. 1897. Anemometer-Studien auf der Deutschen Seewarte

### Libros
- 1861. Climatological outlines for the colony of Victoria ... 158 pp.

- 1864. Results of the meteorological observations taken in the colony of Victoria, during the years 1859-1862: and of the nautical observations collected and discussed at the Flagstaff observatory, Melbourne, during the years 1858-1862. Ed. J. Ferres. 392 pp.

- 1867. Discussion of the meteorological and magnetical observations made at the Flagstaff observatory, Melbourne, during the years 1858-1863. Ed. J. Schneider. 302 pp.

- 1868. On a scientific exploration of Central Australia. Ed. Royal Society. 364 pp.

- 1869. Results of the Magnetic survey of the colony of Victoria executed during the years 1858-1864. Ed. J. Schnieder. 202 pp.

- como editor: Anleitung zu wissenschaftlichen Beobachtungen auf Reisen. Berlín 1875. Reimprimió R. Oppenheim, 2010.

- Georg Balthasar von Neumayer, johann Müller, paul friedrich Reinsch, adolf Engler, karl Müller, karl moritz Gottsche, georg Winter, hermann Ambronn, berthold Stein. 1886. Die internationale Polarforschung 1882-1883: die deutschen Expeditionen und ihre Ergebnisse. 2 tomos. Ed. von A. Asher & Co. Berlín

- 1901. Auf zum Südpol. 45 Jahre Wirkens zur Förderung der Erforschung der Südpolar-Region 1855 - 1900 ; mit 5 geographischen Karten und 2 Bildern des Verfassers. Ed. Vita Deutsches Verlagshaus. 485 pp. Berlín

- Ludwig Leichhardt, Georg Balthasar von Neumayer. 1945. Dr. Ludwig Leichhardt's letters, from Australia, during the years March 23, 1842, to April 3, 1848: with an appendix: Dr. Ludwig Leichhardt as naturalist and explorer. Ed. Pan Publ. 95 pp.

## Honores
- 1900 Neumann fue condecorado con la Orden del Mérito de la corona de Baviera
- 1879 Presidente de la Comisión Internacional Polar

### Epónimos
- "Base germana Georg von Neumayer I" (70°38′00″S 08°15′48″O / -70.63333, -8.26333), al cesar sus actividades por encontrarse cubierta de hielo la Neumayer I ha sido abandonada y substituida en febrero de 2009 por la Neumayer II
- El cráter lunar Neumayer lleva este nombre en su memoria.[1]
- El asteroide (9351) Neumayer también conmemora su nombre.[2]

- La abreviatura «Neumayer» se emplea para indicar a Georg Balthasar von Neumayer como autoridad en la descripción y clasificación científica de los vegetales.[3]